# برونو هنري
برونو هنري (ولد في بوردو) هو ممثل فرنسي. ظهر في العديد من الأفلام القصيرة أو الروائية بما في ذلك فيلم العجائب الثمانية للمخرج نيكولاس ألبيرني، «الديلر» للمخرج جون لوك إيربيلو، واكا للمخرجة الكاميرونية فرانسواز ايلونغ.

## وصلات خارجية
- برونو هنري على موقع IMDb (الإنجليزية)
- برونو هنري على موقع ألو سيني (الفرنسية)
- برونو هنري على موقع قاعدة بيانات الفيلم (الإنجليزية)